# インスマウスの影

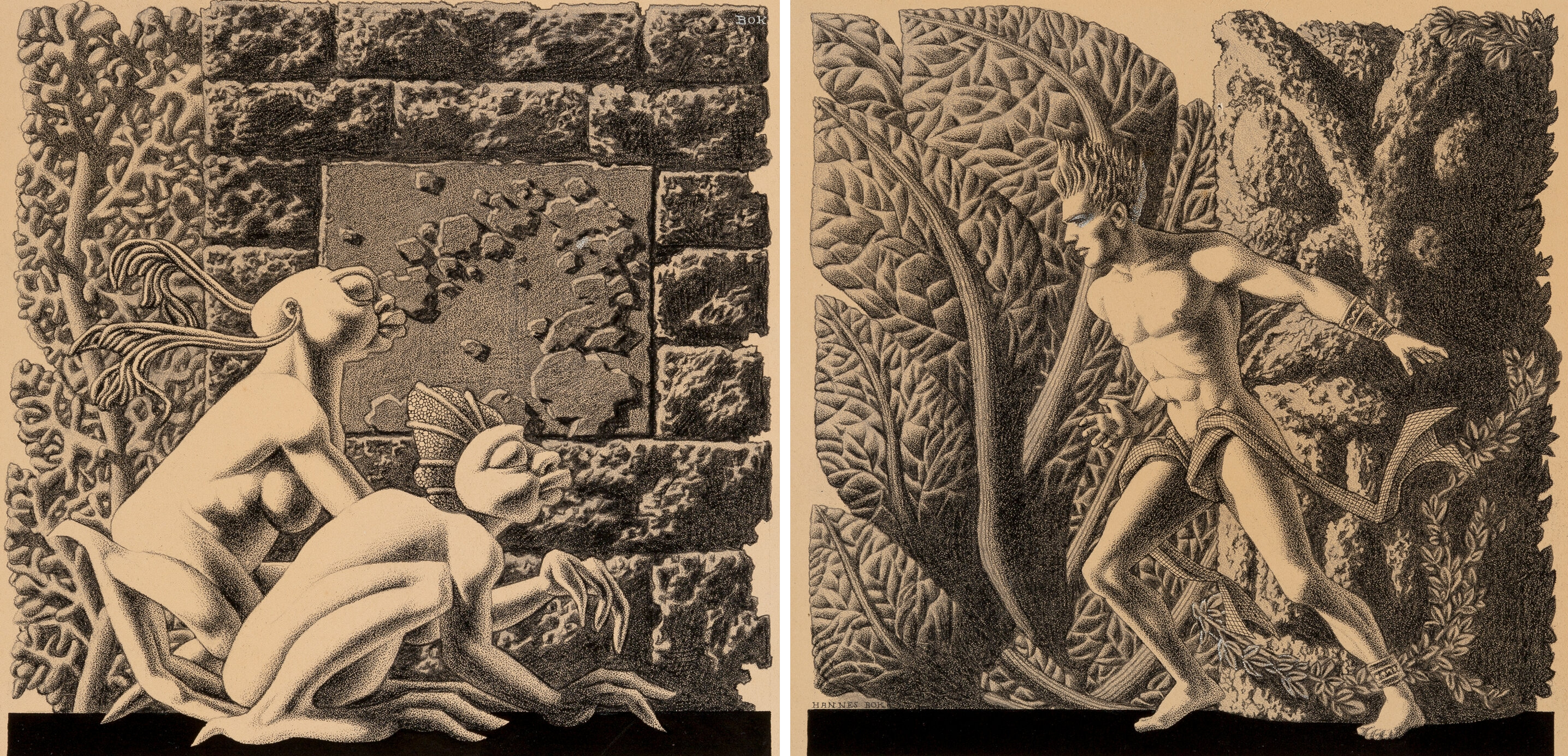
『ウィアード・テイルズ』1942年1月号掲載時の挿絵（ハネス・ボク作）

『インスマウスの影』（インスマウスのかげ、英: The Shadow Over Innsmouth）あるいは、『インスマスを覆う影』（インスマスをおおうかげ）は、アメリカ合衆国のホラー小説家ハワード・フィリップス・ラヴクラフトが1936年に発表した小説。

## 解説
『ダニッチの怪』（1928年）、『クトゥルフの呼び声』（1928年）と並ぶラヴクラフトの代表作である。後半が追ってくる怪物たちからの逃走、脱出譚で占められているなど、ラヴクラフトのクトゥルフ神話系作品としては、スリラー・サスペンスの要素が強い。大瀧啓裕は、『クトゥルフの呼び声』『ダンウィッチの怪』『インスマウスの影』の3作品をダーレスによるクトゥルフ神話体系の中核と述べる。クトゥルフ神話内においては「インスマウス物語」の代表作である。
執筆は1931年。ラヴクラフトは、いつものようにパルプ・マガジン『ウィアード・テイルズ』（以下WT）に送るつもりだったが、自信がなくなり、投稿を見合わせてしまった。のち、彼のファンのひとりによって出版されたが、流通したのはわずか200部で、しかもひどい製本、印刷であった。これがラヴクラフトにとって、生前、作品が単行本のかたちで出た唯一のものである。
ラヴクラフトの没後、1939年にアーカムハウスから刊行されたラヴクラフト作品集『アウトサイダーその他』に収録された。さらにその後、WT1942年1月号に掲載されたが、このときは内容を削除した短縮版であった。またWT版ではハネス・ボクが挿絵を担当しており、傑作と名高い。
不幸続きの少年時代に自らの家系（特に母方はニューイングランドの旧家で近親婚が多かったという）を呪われたものと信じたラヴクラフトが血筋への恐怖を描いたものとも、また20世紀初頭の保守的なアメリカ人の例に漏れず、ユダヤ人や有色人種・異教徒を嫌悪していたラヴクラフトが、その嫌悪感を作中の怪物に重ねて書いたものとも、またラヴクラウフト自身の海の生物への病的な嫌悪感などが反映していると言われている。しかし同時に、それらとの混血、血筋で結ばれているというタブーに異世界住人への憧憬、自己同一視、逆の選民意識も見て取れる。ニューイングランドの荒廃した古い漁村の描写は、まだ生活に余裕のあった頃のラヴクラフトが各地を旅行し古い建物を見て回っていた好古趣味が反映されている。
舞台となった町については別記事にて解説する。

## 作品内容

### あらすじ

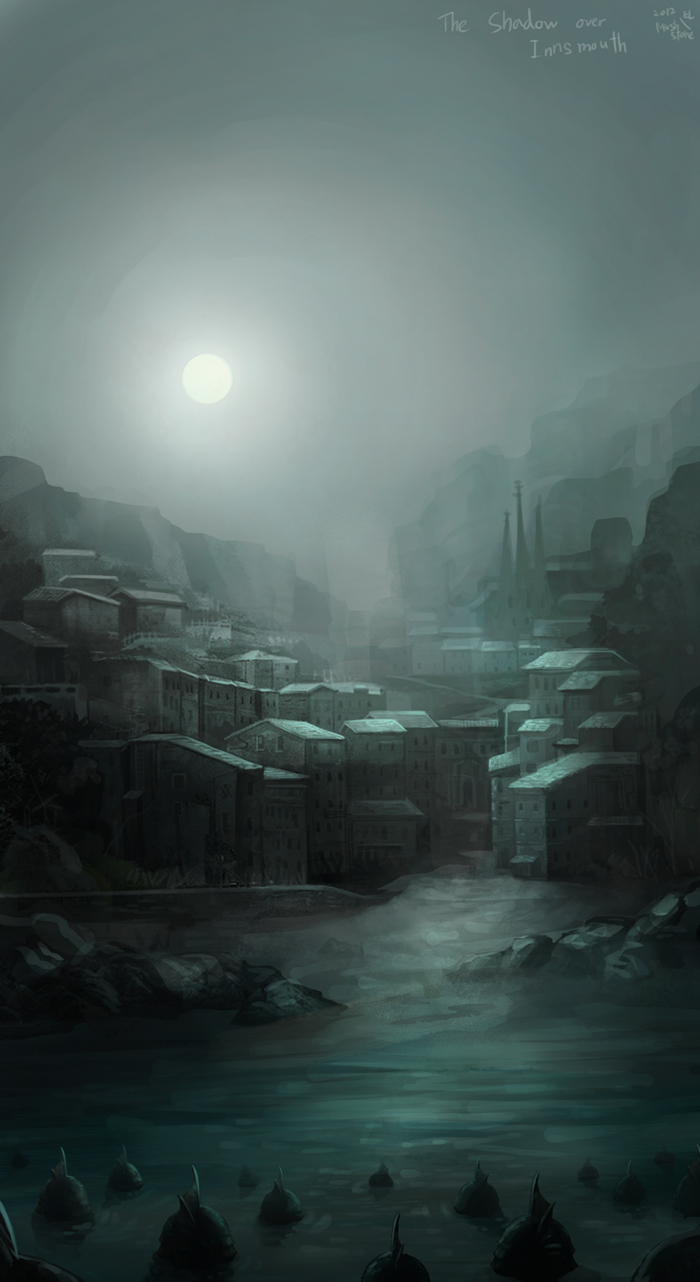
「インスマウスの影」（ファンアート）

1927年7月、成人となった記念にニューイングランドを旅する主人公（私）は、好古趣味、旅費節約、及び怖いもの見たさのため、大人たちの忠告をよそに、ニューベリーポートからインスマウス経由アーカム行きのバスに乗り、かつては賑わっていたが、数十年前に疫病で没落したと噂されている港町インスマウスに赴く。
着いてみると、建物はどれも廃屋のようで鎧戸が閉めきられている。しかし誰か住んでいる気配もある。まばらに会う人たちは、不気味な魚めいた顔立ちをした者が少なくない。私は、酔いどれの老人から街が荒廃した真の原因を聞く。かつてオーベッド・マーシュという船長が、遠い南の海で、謎の海洋生物と混血すればその子孫は、歳をとるにつれ体が海中生活向きに変化を来たし、いずれは海中都市で不死の生活がおくれるという風習を黄金を受け取るとの交換条件でインスマウスに持ち帰り、そいつらに反対する人間は粛清されてしまったためだというのだ。そして現在もこのインスマウスでは、体に変化をきたした者たちは、海中生活できる体に完全に変わるまでは家に閉じこもっているのだという。しかしそれは部外者には語ってはいけない秘密だった。今語っているところを何者かに見られたと老人は狂ったように走り去る。
私も、街の陰気さ、魚臭さ、人間と思えぬ人々、その自分を見る目に恐れを抱き、最後のバスでインスマウスを去ろうとするが、バスは故障し、町のホテルでの一泊を余儀なくされることとなる。深夜、声からして人間でない複数の何者かが部屋の鍵をこじあけようとしていることに私は気づき、ホテルの窓から隣の廃屋の屋根へと伝って逃亡する。街から脱出しようとするも、多くの追っ手の影があちこちに出没する。それは人間ではなかった。私はその姿をまともに見た途端気絶するが、草深い廃線路の中にいたので追っ手には見つからず、翌日インスマウスからの脱出に成功する。
私からインスマウスの秘密は警察に知らされ、のち爆破処理も含めて、インスマウスは当局の手入れを受ける。しかし、のち私は家系図をつくるために祖先を調べていたさい、自分がマーシュ船長とその謎の海中生物とのあいだにできた子どもの子孫であったことを知る。

### 登場人物
- 私[8] - 語り部。年齢は、1927年時点で成人になったばかり。本作品は彼の回想形式で記録されている。
- オーベッド・マーシュ船長 - 数世代前の人物。インスマウスの町に、豊漁や黄金と共に、不気味な宗教をもたらした。
- バーナード・マーシュ老 - マーシュ家の現当主で、金の精錬所を経営している。外出時はカーテン付きの車に乗車する。
- ザドック・アレン - 酔いどれ老人。オーベッド船長の時代の生き証人。
- ローレンス・ウィリアムス - 私の従弟。入院中。

## クトゥルフ神話への影響
先行作品『壁のなかの鼠』『チャールズ・ウォードの奇怪な事件』『ピックマンのモデル』と同じく主人公の血筋に触れる内容があるが、これまでと違い細かな家系図・姻戚関係がラヴクラフトによって設定された。このため後発の作品において「オーベッド・マーシュ船長」の血族に属するキャラクターが設定されることもある。
またこの作品には、ラヴクラフトの世界観「宇宙的恐怖（コズミックホラー）」がよく表れており、ダゴン秘密教団や「深きものども」などクトゥルフ神話には、欠かす事ができないキャラクターや名称が登場している。
クトゥルフ神話の名前にも冠されている「旧支配者クトゥルフ」に奉仕する組織としてダゴン秘密教団は、モチーフとして広く取り上げられる。これまでも太古の人知を超えた存在は、人類を脅かす宇宙的恐怖の共通のテーマだったがあくまで怪物で、彼らの奉仕者も人間以外の生物だった。この邪神たちを人間が信仰の対象とする事でキリスト教の対岸にある異教徒たちから見た逆の選民意識を描いている。
舞台となったインスマウス/インスマスは、同じくラヴクラフトによって創出された架空の都市アーカムに近く、地理的に取り上げられることが多い。クトゥルフ神話内でも、「インスマウス・深きものども」で一つのジャンルを形成する。
日本においても、1992年にTBSが佐野史郎主演・小中千昭脚色で翻案ドラマ（邦題：『インスマスを覆う影』）が制作されており、脚本の小中千昭により『蔭洲升を覆う影』の題で小説化されている。2001年にはスペイン映画『DAGON』（監督スチュアート・ゴードン）が製作された。インスマウス（インスマス）の地名は、前者では「蔭洲升」（いんすます）、後者では「インボカ」（Imboca：ボカとはスペイン語で「口（マウス）」のこと）に置き換えられている。

## 収録
- 創元推理文庫『ラヴクラフト全集1[9]』（H・P・ラヴクラフト）、大西尹明訳（1974年）「インスマウスの影」
- 国書刊行会『定本ラヴクラフト全集5』（H・P・ラヴクラフト）、片岡しのぶ訳（1985年）「インズマスの影」
- 青心社文庫『クトゥルー8』、大瀧啓裕訳（1990年）「インスマスを覆う影」
- 学研『文学における超自然の恐怖』（H・P・ラヴクラフト）、大瀧啓裕訳（2009年）「インスマスを覆う影・未定稿[注 2]」
- 星海社FICTIONS『新訳クトゥルー神話コレクション1 クトゥルーの呼び声』（H・P・ラヴクラフト）、森瀬繚訳（2017年）「インスマスを覆う影」
- 新潮文庫『インスマスの影―クトゥルー神話傑作選―』（H・P・ラヴクラフト）、南條竹則訳（2019年8月）「インスマスの影」

### 翻案
- 創土社『超訳ラヴクラフトライト3 インスマスの影』（H・P・ラヴクラフト）、手仮りりこ訳（2016年）「インスマスの楽園へようこそ」

### 漫画
- 『インスマスの影 ラヴクラフト傑作集』（田辺剛）、ビームコミックス（2021年5月、全2巻）[10]
- 『評判すぎる文学作品をだいたい10ページくらいの漫画で読む。（『インスマスを覆う影』のタイトルで収録）』（ドリヤス工場） リイド社　トーチコミックス（2023年9月）

## 関連作品
ラヴクラフト作品
- セレファイス - イギリスの、同名の村インスマスを舞台とする。
- ダゴン、クトゥルフの呼び声など - 過去作品であり、内容が関連する。
- ダニッチの怪、イグの呪い - 同様に異類婚を題材としている。

本作に影響を与えた作品
- 魚頭 -フィッシュヘッド（アーヴィン・S・コッブ（英語版）、1911）
- 潜伏するもの（オーガスト・ダーレス、1932。正式発表前の原稿段階でラヴクラフトが読んでいる）

後続の作品
- 永劫の探究（オーガスト・ダーレス、1944-1952）、ほかダーレスの諸作品
- 作品集『インスマス年代記（英語版）』（1994、邦訳2001）

翻案
- インスマスを覆う影/蔭洲升を覆う影（日本のドラマ/ノベライズ、1992）
- DAGON（スペイン映画、2001）

## 関連用語
クトゥルフ神話における重要作品であり、関連用語が多数ある。
- インスマス
- 深きものども
- 父なるダゴンと母なるヒュドラ
- オーベッド・マーシュ
- 大アマゾンの半魚人
- モンスター・パニック